# Parafia św. Michała Archanioła w Chwałkowie Kościelnym
Parafia św. Michała Archanioła w Chwałkowie Kościelnym – parafia rzymskokatolicka, znajdująca się w archidiecezji poznańskiej, w dekanacie boreckim.